# FS ATR.365
Der dreiteilige Dieseltriebzug ATR.365 (Auto Treno Rapido 365) wurde von CAF für den schnellen Verkehr auf der italienischen Mittelmeerinsel Sardinien gebaut. Dessen vierteilige Variante erhielt die Bezeichnung ATR.465. Die sechs dreiteiligen Züge sind seit 2015 im Einsatz, die beiden Vierteiler kamen 2019 nach Sardinien.

## Technik
Der Triebzug besteht aus zwei motorisieren Triebköpfen und einem ebenfalls angetriebenen Mittelwagen (Zugkomposition Mc-M-Mc), die alle über die aktive Neigetechnik „SIBI“ verfügen, welche die Wagenkästen um bis zu 6° neigen kann. Nach der technischen Abnahme wurde der erste Zug in die Toscana verlegt, um auf der, von der LFI betriebenen Nebenstrecke Arezzo–Sinalunga, Testfahrten für Trenitalia durchzuführen.
Der Zug verfügt unter anderem über eine Klimaanlage, barrierefreie Toiletten und Einstiegshilfen, einen Anti-Graffiti-Anstrich, Überwachungskameras sowie ein Passagier-Informations- und Feuermelde- und Feuerlöschsystem.

## Beschaffung
Die Triebzüge wurden von der Region Sardinien 2010 bestellt. Die Bestellung besteht aus fünf Zügen plus einer Option um weitere drei des gleichen Typs. Der Vertrag hat inklusive Wartung, Ersatzteile und Training in den nächsten fünf Jahren einen Wert von 57 Millionen Euro. 54 Millionen übernahm der italienische Staat, 3 Millionen die Region. Inklusive Wartung und Unterhalt kostet jeder Zug 9,2 Millionen Euro. Zur Wartung wurde eine Halle in Cagliari ausgebaut.

## Auslieferung und Service

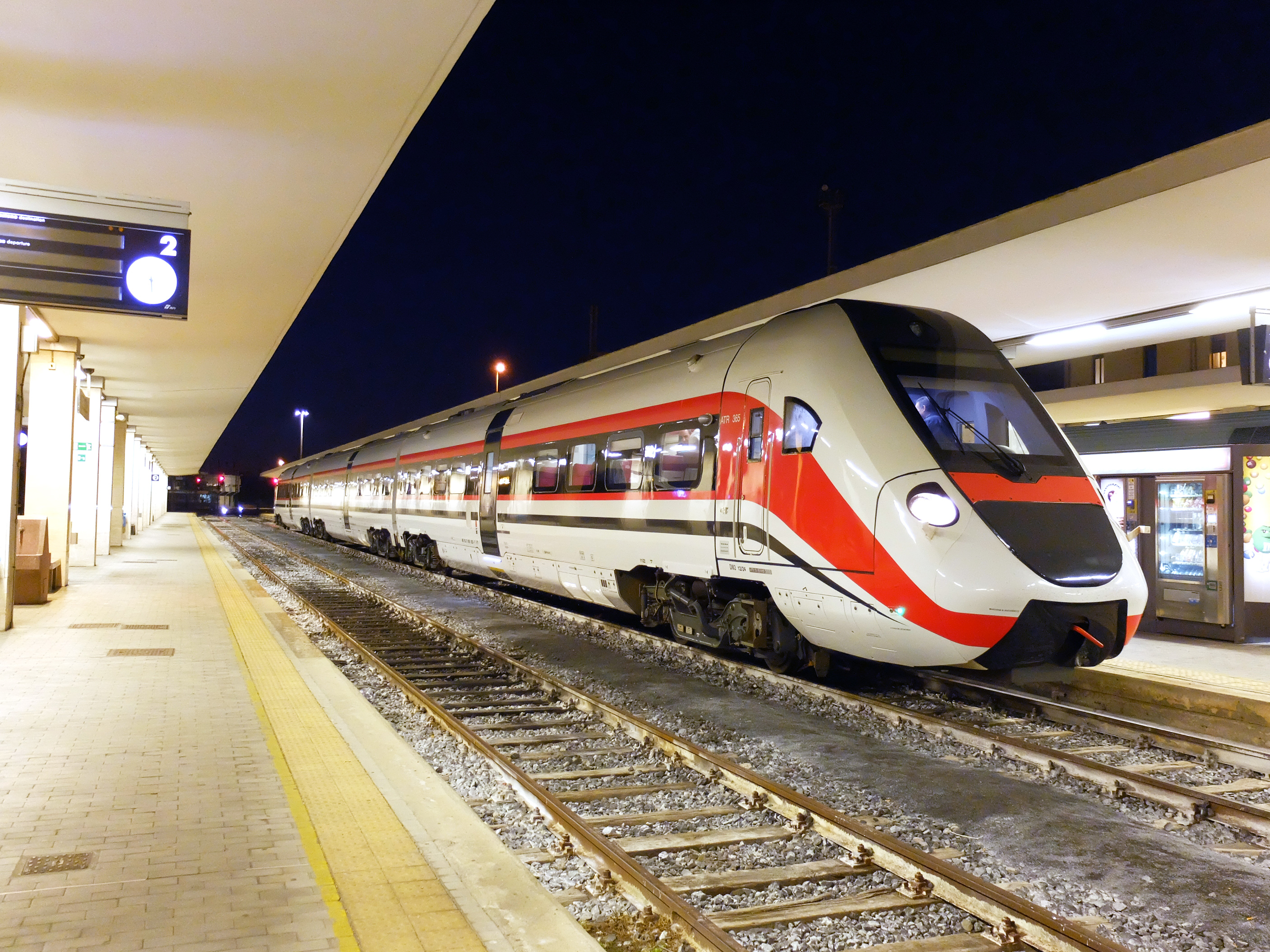
ATR.365.003 (Cagliari)

Die Auslieferung begann 2013. Die Züge werden Trenitalia anvertraut, die sie dazu nutzen wird, den Beförderungsauftrag mit der Region Sardinien zu erfüllen. 2012 umfasste dieser 169 Züge pro Tag mit einem Passagieraufkommen von 4,4 Millionen Reisenden. Der ATR 365 verbinden den Süden der Insel (Cagliari) mit dem Nordosten (Olbia) über eine 277 km lange Strecke und dem nordwestlichen Inselteil (Sassari), diese Strecke beträgt insgesamt 253 km. Bis zum Gabelpunkt bei Ozieri verlaufen beide Strecken auf der gleichen Route. Außerdem wird noch eine Relation zwischen Cagliari und Carbonia eingesetzt, die den Südosten und Südwesten der Insel verbindet. Es wird erwartet, dass die neuen Züge die Nord-Süd-Strecke schneller als die aktuellen zwei Stunden, zwanzig Minuten (sechs Halte) bzw. zwei Stunden, zehn Minuten (zwei Halte) bewältigen.

## Neigetechnik SIBI
CAFs eigene Neigetechnik SIBI (Akronym für Sistema Inteligente de Basculación Integra) zeichnet sich dadurch aus, dass die Strecke mit all ihren Charakteristika, ähnlich wie bei einem Navigationsgerät im Autobereich, im Bordrechner abgespeichert ist. Dadurch ist es nötig, eine Strecke vor dem fahrplanmäßigen Einsatz mit einem SIBI-Neigezug abzufahren, um die entsprechenden Streckendaten gewinnen zu können. Zur exakten Positionsbestimmung werden GPS-Signale und Sensoren in den Drehgestellen, welche die Berechnung der zurückgelegte Strecke ermöglichen, ausgewertet. Balisen zwischen den Gleisen und Beschleunigungssensoren im Zug, auf die sich andere Systeme wie z. B. GNT exklusiv stützen, wurden nur während der Erprobungsphase in den 1990er-Jahren verwendet.
Durch die abgespeicherten Streckendaten beginnt der Zug bereits vor Kurvenbeginn mit der Neigebewegung; ein abrupter Wechsel findet – wie bei gut optimierten gyroskopbasierenden Neigesystemen – nicht statt. Ähnlich wie das System Neicontrol-e von Adtranz wird die Neigung elektromechanisch über einen Spindelantrieb, welcher auf dem Drehgestell befestigt ist, ausgeführt. Die Mechanik dazu liefert die Firma Moog aus Böblingen.
In Zukunft soll anstatt GPS das europäische Galileo-System verwendet werden. Erstens, da es eine höhere Genauigkeit bietet, zweitens, da sich GPS in Kriegszeiten als unzuverlässig herausgestellt hat.
SIBI kennt drei Betriebsmodi:
- Deaktiviert: Der Zug operiert in der Geschwindigkeitsklasse wie jeder normale Zug (spanische Geschwindigkeitsklasse „A“, entspricht einer Lateralbeschleunigung: 1,0 m/s2)
- Ohne vorab abgespeicherte Streckendaten: Der Zug neigt sich in Kurven, jedoch nicht voll (spanische Geschwindigkeitsklasse „B“, entspräche einer unkompensierten Lateralbeschleunigung von 1,2 m/s2)
- Mit vorab abgespeicherte Streckendaten: Der Zug beginnt die Neigebewegung bereits vor dem Beginn einer Kurve (spanische Geschwindigkeitsklasse „D“, entspräche einer unkompensierten Lateralbeschleunigung von 1,8 m/s2)

Andere Triebzüge, die SIBI einsetzen, sind die Serien 594 und 598 der RENFE.